# Andreas Eenfeldt
 (février 2021).
Andreas Eenfeldt est un médecin suédois spécialisé dans la médecine familiale. Il est partisan des régimes à faible teneur en glucides. Eenfeldt est né en 1972 et est diplômé de l’école de médecine de l'université d’Uppsala. Quelques années plus tard, il a lancé le site DietDoctor.com qui se concentre sur les régimes à faible teneur en glucides. Il s’est fait connaître lors d’un débat animé sur les bienfaits de ces régimes.

## Jeunesse et éducation
Andreas Eenfeldt est né en 1972. Il obtient un diplôme en médecine à l’université d'Uppsala, Après avoir obtenu son diplôme, Eenfeldt s’est intéressé au poker et a finalement gagné plus d’argent avec le poker en ligne qu’en exerçant la médecine.

## Carrière
Au départ, Eenfeldt encourage les patients en surpoids à suivre les lignes directrices traditionnelles de la diététique, qu’il a apprises à l’université, mais son opinion change au fil du temps, En 2007, il crée un blog sur les régimes pauvres en glucides, sous le nom de "Kostdoktorn",.
En quelques années, Kostdoktorn (qui s’appelle désormais dietdoctor) devient le site de santé le plus visité en Suède,. Il a créé une version anglaise en 2011. En 2015, Eenfeldt abandonne son métier de médecin pour se consacrer au site. À partir de 2019, le site web génère l’équivalent de 50 millions de dollars en couronnes suédoises, par an, avec 500 000 visiteurs par jour. À partir de 2019, le site emploie 30 personnes et est en grande partie la propriété d’Eenfeldt.
Eenfeldt devient un personnage public et un commentateur lors d’un débat animé concernant les régimes pauvres en glucides.En 2012, il publie un livre intitulé Révolution alimentaire pauvre en glucides et riches en graisse : conseils et recettes pour améliorer votre santé et maigrir,. Il est devenu un best-seller en Suède et il a été traduit en huit langues.
Les régimes pauvres en glucides et riches en graisse que défend Eenfeldt sont controversés et ne sont pas soutenus par les lignes directrices diététiques officielles. Eenfeldt affirme que ces lignes traditionnelles ne sont pas soutenues par une bonne science. Un article paru dans Science as Culture dit que les partisans des régimes pauvres en glucides comme Eenfeldt, exploitent des anecdotes de patients qui se sont retrouvés en meilleure santé après avoir adopté ces régimes.

## Vie privée
Eenfeldt vit à Karlstad, Suède avec sa partenaire et leurs deux filles,.